# Trichoobscura schweizeri
Trichoobscura schweizeri es una especie de arácnido del orden Mesostigmata de la familia Trematuridae.

## Distribución geográfica
Se encuentra en Suiza.